# La Bella Dorment (Txaikovski)

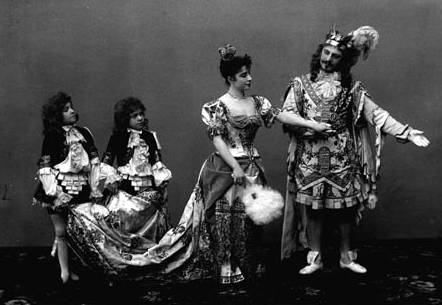
Carlotta Brianza com la princesa Aurora i Pavel Gerdt com el príncep Desiré, vestits per a la Gran Desfilada del tercer acte de la producció original de Petipà de La Bella Dorment. Sant Petersburg, 1890

La Bella Dorment és un ballet en tres actes, amb música de Piotr Ilitx Txaikovski, llibret d'Ivan A. Vsevoloixki i coreografia de Màrius Petipà. Es va estrenar al Teatre Mariïnski de Sant Petersburg el 14 de gener de 1890. Està basat en el conte infantil homònim, escrit per Charles Perrault l'any 1697.

## Argument

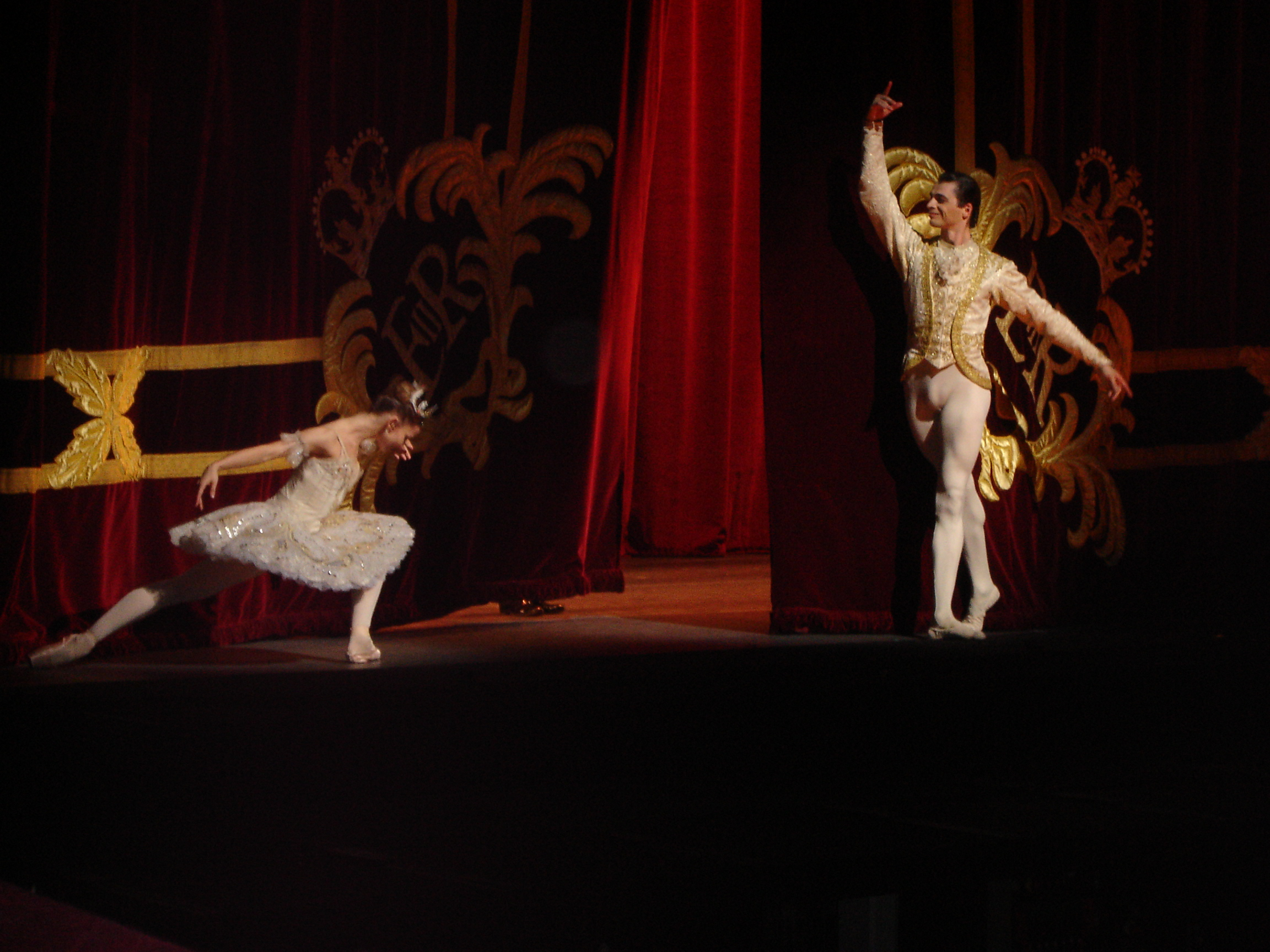
Ievguènia Obraztsova i David Makhateli interpretant aquest ballet al Covent Garden, en 2009

Segons el conte, tres fades beneeixen la filla del Rei amb virtuts, però una fada malvada fa caure sobre ella una maledicció que diu que es punxarà un dit i morirà. Afortunadament, la tercera fada, que encara no havia regalat res a la petita, li fa l'obsequi de desfer l'encanteri, amb la qual cosa l'Aurora no morirà, sinó que es quedarà adormida durant 100 anys fins que un príncep la desperti amb un petó.

### Acte I
La cort celebra que l'Aurora, la filla del Rei, es casarà i quatre prínceps ballen amb ella i li regalen roses, però l'Aurora queda intrigada per una anciana que duu un objecte que li crida l'atenció: una filosa.
Com que ella mai no havia vist cosa igual perquè el seu pare havia amagat tots els objectes punxents tement que es complís la maledicció de la bruixota, l'Aurora en queda impressionada. Balla amb la filosa sense adonar-se que s'ha punxat i acaba delirant.
La fada malèfica Carabosse es lleva la disfressa d'anciana i riu triomfant. En aquest instant la fada Lilac compleix la seva promesa i tota la cort cau adormida i allà hi creix un bosc per tal d'ocultar el regne adormit.

### Acte II
Han passat cent anys i apareix un príncep caçant prop del bosc que va aixecar anys enrere Lilac. Avorrit de caçar, decideix anar-se'n quan, de sobte, se li apareix la fada Lilac i li mostra una imatge de l'Aurora.
Enamorat d'ella, decideix anar a buscar-la i la Lilac li indica el camí. Quan arriba al palau, desperta l'Aurora amb un petó.

### Acte III
Aquest acte està dedicat a les noces de l'Aurora i el Príncep.